# Warszawa Chałubińskiego WKD
Warszawa Chałubińskiego WKD – nieistniejący obecnie przystanek kolejowy w Warszawie otwarty w 1927 roku, obsługiwany ostatnio przez Warszawską Kolej Dojazdową (WKD). Został zlikwidowany w 1963 roku.

## Historia
Przystanek znajdował się w Śródmieściu, między ulicami Emilii Plater i Chałubińskiego. W 1957 roku, po likwidacji przystanku Warszawa Marszałkowska EKD, stał się przystankiem końcowym WKD.